# Brenda van Osch
Brenda van Osch (28 maart 1972) is een Nederlands journalist en schrijfster.

## Opleiding
Brenda van Osch studeerde politicologie aan de Universiteit van Amsterdam met als specialisme internationale betrekkingen. Zij deed daarbij ook een gedeelte van de studie Amerikanistiek.

## Werk
Van Osch werkte in de periode 1999 – 2007 als redacteur economie voor Elsevier. Sinds 2007 werkt zij als freelance journalist. Ze schrijft persoonlijke interviews en verhalen voor onder meer FD Persoonlijk, Psychologie Magazine en Flow Magazine. Van 2012 tot eind 2015 had ze een wekelijkse interviewrubriek in NRC Handelsblad met levenslessen van bekende of minder bekende Nederlanders.
In 2015 verscheen haar boek, "Het onvoltooide kind". Het boek geeft inzicht in de morele dilemma’s rond leven en dood van te vroeg geboren (dysmature) kinderen. Het boek is geschreven naar aanleiding van de eigen ervaringen met haar dochter Eva, op het moment van het schrijven van het boek 12 jaar oud. Eva werd 10 weken te vroeg geboren, na een zwangerschap van 30 weken, met een gewicht van 680 gram, en hield handicaps over (mede) aan haar vroeggeboorte. Tweede aanleiding voor het boek was de verlaging van de behandelgrens voor het redden van premature baby’s door de Nederlandse Vereniging voor Kindergeneeskunde. In het boek stelt Van Osch de vraag of ouders en artsen alles moeten doen wat medisch gezien mogelijk is.
Tussen 2017 en 2019 was zij uitgever bij Uitgeverij Water. Vanaf september 2018 is schrijft zij columns voor FD Persoonlijk - het weekendmagazine van het  Financieele Dagblad. De columns verschijnen onder de titel Over leven. Ze handelen over haar eigen leven en herkenbare thema’s als verlies, keuzes maken en vriendschap. 
In 2019 ontving zij de Richard de Leeuw prijs van de Vereniging Ouders van Couveusekinderen voor haar boek Het onvoltooide kind en voor haar andere activiteiten, zoals discussies leiden en dagvoorzitter zijn van bijeenkomsten rond vroeggeboortes.

## Privé
Brenda van Osch heeft één dochter, Eva, en twee zonen.